# Jerome Kersey
Jerome Kersey (Clarksville, 26 giugno 1962 – Portland, 18 febbraio 2015) è stato un cestista e allenatore di pallacanestro statunitense, professionista nella NBA, vincitore del titolo nella stagione 1998-99 con i San Antonio Spurs.

## Carriera
È stato selezionato dai Portland Trail Blazers al secondo giro del Draft NBA 1984 (46ª scelta assoluta).
Ha disputato 1.153 incontri di regular season e 126 di play-off in 17 stagioni in NBA, di cui 11 nelle file dei Portland Trail Blazers.
È scomparso nel 2015 all'età di 52 anni a causa di una trombosi.

## Statistiche

### NBA

#### Regular Season
| Anno       | Squadra             | PG    | PT  | MP   | TC%  | 3P%  | TL%  | RP  | AP  | PRP | SP  | PP   |
| ---------- | ------------------- | ----- | --- | ---- | ---- | ---- | ---- | --- | --- | --- | --- | ---- |
| 1984-1985  | Portland T. Blazers | 77    | 0   | 12,4 | 47,8 | 0,0  | 64,6 | 2,7 | 0,8 | 0,6 | 0,4 | 6,1  |
| 1985-1986  | Portland T. Blazers | 79    | 2   | 15,4 | 54,9 | 0,0  | 68,1 | 3,7 | 1,1 | 1,1 | 0,4 | 8,5  |
| 1986-1987  | Portland T. Blazers | 82    | 8   | 25,5 | 50,9 | 4,3  | 72,0 | 6,0 | 2,4 | 1,5 | 0,9 | 12,3 |
| 1987-1988  | Portland T. Blazers | 79    | 75  | 36,6 | 49,9 | 20,0 | 73,5 | 8,3 | 3,1 | 1,6 | 0,8 | 19,2 |
| 1988-1989  | Portland T. Blazers | 76    | 76  | 35,7 | 46,9 | 28,6 | 69,4 | 8,3 | 3,2 | 1,8 | 1,1 | 17,5 |
| 1989-1990  | Portland T. Blazers | 82    | 82  | 34,7 | 47,8 | 15,0 | 69,0 | 8,4 | 2,3 | 1,5 | 0,8 | 16,0 |
| 1990-1991  | Portland T. Blazers | 73    | 72  | 32,3 | 47,8 | 30,8 | 70,9 | 6,6 | 3,1 | 1,4 | 1,0 | 14,8 |
| 1991-1992  | Portland T. Blazers | 77    | 76  | 33,2 | 46,7 | 12,5 | 66,4 | 8,2 | 3,2 | 1,5 | 0,9 | 12,6 |
| 1992-1993  | Portland T. Blazers | 65    | 50  | 26,4 | 43,8 | 28,6 | 63,4 | 6,2 | 1,9 | 1,2 | 0,6 | 10,6 |
| 1993-1994  | Portland T. Blazers | 78    | 6   | 16,4 | 43,3 | 12,5 | 74,8 | 4,2 | 1,0 | 0,9 | 0,6 | 6,5  |
| 1994-1995  | Portland T. Blazers | 63    | 0   | 18,1 | 41,5 | 25,9 | 76,6 | 4,1 | 1,3 | 0,8 | 0,6 | 8,1  |
| 1995-1996  | G.S. Warriors       | 76    | 58  | 21,3 | 41,0 | 17,6 | 66,0 | 4,8 | 1,5 | 1,2 | 0,6 | 6,7  |
| 1996-1997  | L.A. Lakers         | 70    | 44  | 25,2 | 43,2 | 26,2 | 60,2 | 5,2 | 1,3 | 1,7 | 0,7 | 6,8  |
| 1997-1998  | Seattle S.Sonics    | 37    | 2   | 19,4 | 41,6 | 10,0 | 60,0 | 3,6 | 1,2 | 1,4 | 0,4 | 6,3  |
| 1998-1999† | San Antonio Spurs   | 45    | 0   | 15,5 | 34,0 | 21,4 | 42,9 | 2,9 | 0,9 | 0,8 | 0,3 | 3,2  |
| 1999-2000  | San Antonio Spurs   | 72    | 18  | 18,2 | 41,2 | 0,0  | 70,7 | 3,1 | 1,0 | 0,9 | 0,7 | 4,5  |
| 2000-2001  | Milwaukee Bucks     | 22    | 2   | 11,0 | 46,4 | 0,0  | 50,0 | 2,0 | 0,7 | 0,6 | 0,4 | 3,3  |
| Carriera   | Carriera            | 1.153 | 571 | 24,4 | 46,5 | 20,1 | 69,0 | 5,5 | 1,9 | 1,2 | 0,7 | 10,3 |

#### Playoffs
| Anno     | Squadra             | PG  | PT | MP   | TC%  | 3P%  | TL%  | RP  | AP  | PRP | SP  | PP   |
| -------- | ------------------- | --- | -- | ---- | ---- | ---- | ---- | --- | --- | --- | --- | ---- |
| 1985     | Portland T. Blazers | 8   | 0  | 7,5  | 51,6 | -    | 75,0 | 1,1 | 0,8 | 0,9 | 0,3 | 4,8  |
| 1986     | Portland T. Blazers | 4   | 0  | 14,0 | 40,9 | 0,0  | 100  | 3,8 | 1,0 | 0,3 | 1,0 | 5,5  |
| 1987     | Portland T. Blazers | 4   | 0  | 15,0 | 40,0 | -    | 100  | 4,8 | 0,8 | 1,3 | 0,3 | 6,0  |
| 1988     | Portland T. Blazers | 4   | 4  | 31,8 | 49,2 | 0,0  | 71,4 | 7,5 | 2,3 | 1,8 | 1,0 | 19,8 |
| 1989     | Portland T. Blazers | 3   | 3  | 39,0 | 48,9 | 0,0  | 78,9 | 8,0 | 2,3 | 3,3 | 0,3 | 20,3 |
| 1990     | Portland T. Blazers | 21  | 21 | 39,6 | 46,0 | 0,0  | 71,5 | 8,3 | 2,1 | 1,6 | 1,0 | 20,7 |
| 1991     | Portland T. Blazers | 16  | 16 | 36,8 | 46,5 | -    | 75,2 | 6,9 | 3,1 | 1,8 | 0,4 | 17,9 |
| 1992     | Portland T. Blazers | 21  | 21 | 36,0 | 51,0 | 0,0  | 69,3 | 7,8 | 3,6 | 2,0 | 0,9 | 16,2 |
| 1993     | Portland T. Blazers | 4   | 1  | 24,5 | 52,4 | 100  | 70,6 | 8,5 | 1,0 | 1,0 | 0,5 | 14,3 |
| 1994     | Portland T. Blazers | 3   | 0  | 12,7 | 31,3 | -    | 20,0 | 3,0 | 0,0 | 0,3 | 0,3 | 3,7  |
| 1995     | Portland T. Blazers | 3   | 0  | 21,0 | 57,1 | 0,0  | 66,7 | 2,7 | 1,0 | 1,0 | 0,3 | 12,7 |
| 1997     | L.A. Lakers         | 9   | 0  | 23,3 | 48,6 | 0,0  | 78,9 | 5,3 | 1,6 | 1,0 | 0,7 | 5,4  |
| 1998     | Seattle S.Sonics    | 10  | 5  | 21,3 | 43,1 | 0,0  | 84,2 | 4,0 | 0,9 | 1,0 | 1,0 | 7,8  |
| 1999†    | San Antonio Spurs   | 14  | 0  | 10,9 | 34,9 | 25,0 | 71,4 | 2,1 | 0,3 | 0,4 | 0,1 | 2,6  |
| 2000     | San Antonio Spurs   | 2   | 0  | 12,5 | 14,3 | -    | -    | 2,0 | 0,5 | 1,0 | 0,5 | 1,0  |
| Carriera | Carriera            | 126 | 71 | 26,9 | 46,9 | 9,5  | 72,7 | 5,7 | 1,8 | 1,3 | 0,6 | 12,4 |

## Palmarès
- Campionato NBA: 1

San Antonio: 1999